# Жаксылыков, Жалгас Ерзатулы
Жалгас Ерзатулы Жаксылыков (каз. Жалғас Ерзатұлы Жақсылықов; род. 16 апреля 2001, Меркенский район, Жамбылская область) — казахстанский футболист, защитник клуба «Кайсар».

## Клубная карьера
Футбольную карьеру начинал в 2018 году в составе клуба «Академия Онтустик» во второй лиге.
В марте 2021 года подписал контракт с клубом «Тараз». 14 апреля 2021 года в матче против клуба «Туран» дебютировал в казахстанской Премьер-лиге (1:0). 24 июля 2021 года в матче против клуба «Атырау» дебютировал в кубке Казахстана (2:1).

## Карьера в сборной
19 октября 2017 года дебютировал за сборную Казахстана до 17 лет в матче против сборной Франции до 17 лет (0:5).
9 октября 2019 года дебютировал за сборную Казахстана до 19 лет в матче против сборной Хорватии до 19 лет (0:3).
4 июня 2021 года дебютировал за молодёжную сборную Казахстана в матче против молодёжной сборной Бельгии (1:3).

## Достижения
«Окжетпес»
- Чемпион первой лиги: 2024

## Клубная статистика
| Клуб                  | Сезон            | Лига | Лига | Кубки | Кубки | Еврокубки | Еврокубки | Итого | Итого |
| Клуб                  | Сезон            | Игры | Голы | Игры  | Голы  | Игры      | Голы      | Игры  | Голы  |
| --------------------- | ---------------- | ---- | ---- | ----- | ----- | --------- | --------- | ----- | ----- |
| Академия Онтустик     | 2018             | 5    | 0    | —     | —     | —         | —         | 5     | 0     |
| Академия Онтустик     | 2019             | 1    | 0    | —     | —     | —         | —         | 1     | 0     |
| Академия Онтустик     | 2020             | 8    | 0    | —     | —     | —         | —         | 8     | 0     |
| Академия Онтустик     | Итого            | 14   | 0    | —     | —     | —         | —         | 14    | 0     |
| → Академия Онтустик М | 2019             | 28   | 4    | —     | —     | —         | —         | 28    | 4     |
| → Академия Онтустик М | Итого            | 28   | 4    | —     | —     | —         | —         | 28    | 4     |
| Тараз                 | 2021             | 8    | 0    | 3     | 0     | —         | —         | 11    | 0     |
| Тараз                 | 2022             | 11   | 0    | 4     | 0     | —         | —         | 15    | 0     |
| Тараз                 | Итого            | 19   | 0    | 7     | 0     | —         | —         | 26    | 0     |
| Мактаарал             | 2023             | 4    | 0    | 2     | 0     | —         | —         | 6     | 0     |
| Мактаарал             | Итого            | 4    | 0    | 2     | 0     | —         | —         | 6     | 0     |
| → Мактаарал М         | 2023             | 1    | 0    | —     | —     | —         | —         | 1     | 0     |
| → Мактаарал М         | Итого            | 1    | 0    | —     | —     | —         | —         | 1     | 0     |
| Туран                 | 2023             | 7    | 0    | —     | —     | —         | —         | 7     | 0     |
| Туран                 | Итого            | 7    | 0    | —     | —     | —         | —         | 7     | 0     |
| Окжетпес              | 2024             | 11   | 1    | 3     | 1     | —         | —         | 14    | 2     |
| Окжетпес              | Итого            | 11   | 1    | 3     | 1     | —         | —         | 14    | 2     |
| → Окжетпес М          | 2024             | 1    | 0    | —     | —     | —         | —         | 1     | 0     |
| → Окжетпес М          | Итого            | 1    | 0    | —     | —     | —         | —         | 1     | 0     |
| Всего за карьеру      | Всего за карьеру | 85   | 5    | 12    | 1     | —         | —         | 97    | 6     |